# Dolores Keane
Dolores Keane (* 26. September 1953 in Sylane bei Tuam, County Galway, Irland) ist eine irische Folksängerin. Sie war zunächst Mitbegründerin der irischen Band De Dannan und startete kurz darauf ihre Solokarriere. In den 1990er Jahren erlangte sie große Bekanntheit, pausierte dann jedoch ihre Karriere, ehe sie Mitte der 2010er Jahre wieder auftrat.

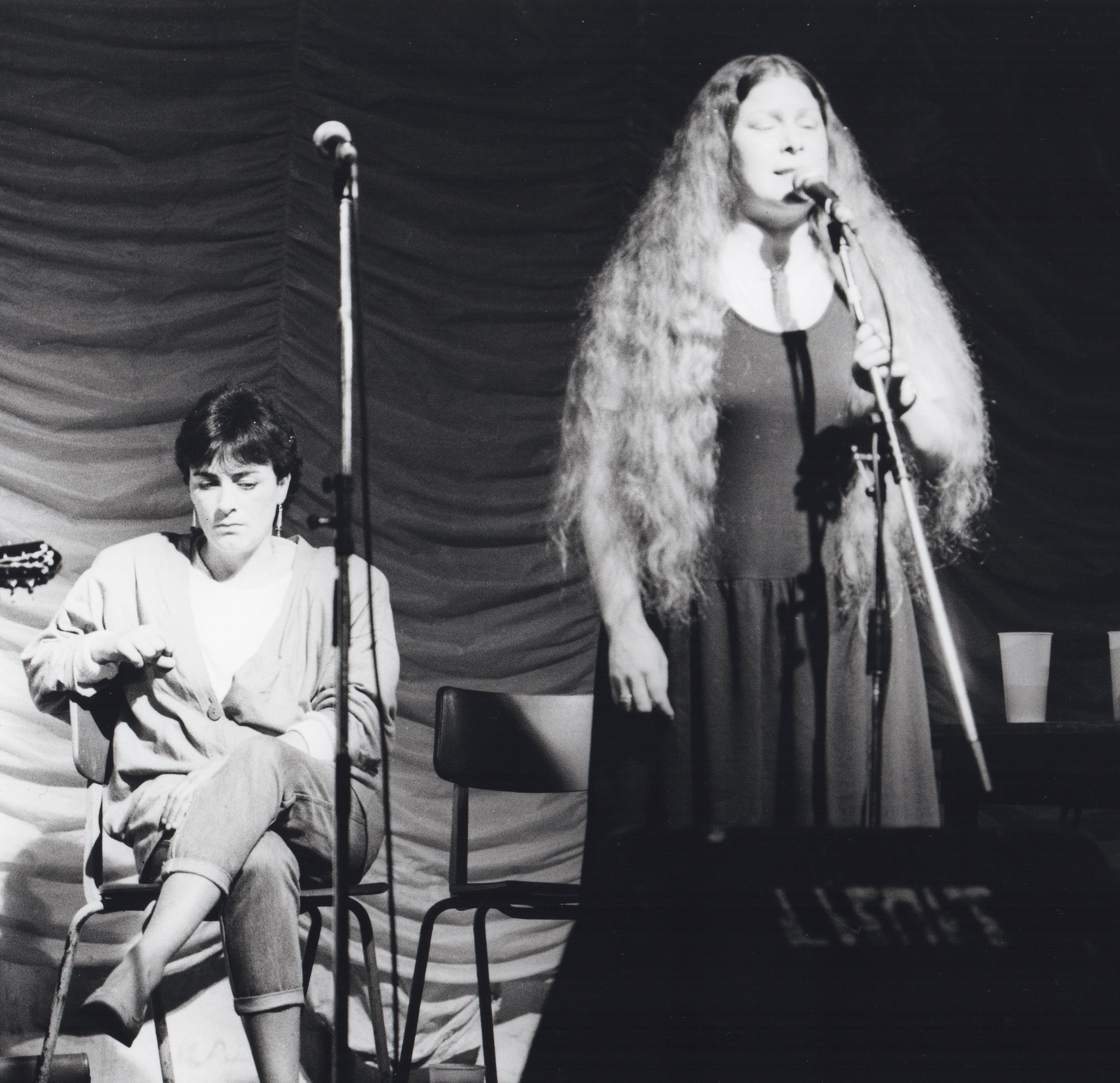
Dolores Keane während eines Auftritts von De Dannan beim Trowbridge Folk Festival 1985, mit Mary Black im Hintergrund.

Keane ist weltweit bekannt für ihre tiefe, melodische Stimme. Ihre Aufnahmen von Liedern wie Dougie MacLeans Caledonia, Frank A. Faheys Galway Bay, Paul Bradys The Island und Donagh Longs Never Be the Sun gelten als einige der bekanntesten Interpretationen im Irish Folk. Berühmt ist Keane nicht nur für ihre Solokarriere, sondern auch für ihr Mitwirken bei der erfolgreichen Folk-Anthologie A Woman's Heart, die sie zusammen mit anderen bekannten irischen Sängerinnen aufnahm.

## Leben
Keane stammt aus dem kleinen Dorf Sylane nahe der Stadt Tuam im ländlichen County Galway, einer Grafschaft an der Westküste Irlands. Keanes Mutter litt früh an Depressionen. Ab einem Alter von vier Jahren wurde sie daher von ihren Tanten Rita und Sarah Keane aufgezogen, die bekannte Sean-nós-Sängerinnen waren. Aufgrund des Einflusses ihrer musikalischen Tanten begann Keane schon in sehr jungen Jahren zu singen. Bereits mit fünf machte sie ihre erste Aufnahme für Radio Éireann. Ihr jüngerer Bruder Seán ist ebenfalls ein erfolgreicher Sean-nós-Sänger. Ihre Schwester Marian starb an Tuberkulose, als Keane acht Jahre alt war.
1977 heiratete Keane den Musiker John Faulkner, mit dem sie auch musikalisch zusammenarbeitete. Nach einer schwierigen Schwangerschaft gebar sie ihren ersten Sohn, Joseph, bei dem das Laurence-Moon-Bardet-Biedl-Syndrom diagnostiziert wurde, welches zu Fettleibigkeit und nachlassender Sehkraft führt. Die Ehe endete 1988. Nach ihrer Scheidung führte Keane eine 20-jährige Beziehung mit Barry Farmer, mit dem sie ihre Tochter Tara bekam.
Um die Jahrtausendwende herum beendete Keane vorübergehend ihre musikalische Karriere. In der Folgezeit hatte sie mit Depressionen und Alkoholproblemen zu kämpfen, wie sie in der Dokumentation Storm in the Heart erzählt. 2012 machte sie schließlich eine Suchttherapie. Während dieser Zeit starb ihre Mutter und ihre Beziehung zu Farmer endete. Außerdem erhielt Keane die Diagnose Brustkrebs.
2014 verkündete Keane, sowohl die Trinksucht als auch den Krebs besiegt zu haben. Seitdem tritt sie wieder auf. Nach einer fast zwanzigjährigen Pause veröffentlichte sie 2023 erstmals wieder Musik. Das Lied My Refuge erzählt sehr persönlich von den Schwierigkeiten in ihrem Leben und davon, dass Musik ihre Zuflucht gewesen sei. Sie lebt heute in Caherlistrane, County Galway.

## Karriere

### Dé Dannan
Im Jahr 1975 schloss sie sich der Gründung der traditionellen irischen Folkband Dé Danann an, die noch im selben Jahr ihr Debütalbum Dé Danann veröffentlichte. Die Gruppe erlangte internationale Anerkennung und hatte Ende der 1970er Jahre großen Erfolg in den USA. Keane ging mit der Band auf Tournee, die Single The Rambling Irishman wurde in Irland ein großer Erfolg. Bereits Anfang 1976 verließ Keane die Band jedoch wieder und wurde durch Andy Irvine ersetzt, der am 30. April 1976 live mit der Band während des dritten Irish-Folk-Festivals in Deutschland auftrat.
Mitte der 1980er Jahre schloss sich Keane für einige Jahre wieder der Band an, die sich mittlerweile De Dannan schrieb, und veröffentlichte mit ihr die Alben Anthem und Ballroom. Auch Ende der 1990er Jahre ging Keane mit der Band auf Tour und spielte vor ausverkauftem Publikum unter anderem in Birmingham, Alabama und New York.

### Solokarriere
Nach ihrem Ausscheiden bei Dé Dannan heiratete Keane den Multiinstrumentalisten John Faulkner, mit dem sie auch musikalisch zusammenarbeitete. Dolores Keane und John Faulkner zogen Ende der 1970er Jahre nach London, wo sie an verschiedenen Filmmusiken und Programmen für die BBC mitwirkten und zwei erfolgreiche Bands gründeten, The Reel Union und Kinvara. Während dieser Zeit nahm Keane ihr erstes Soloalbum There Was a Maid auf, das 1978 veröffentlicht wurde. In den beiden Jahren darauf folgten Broken Hearted I'll Wander (1979) und Farewell to Eirinn (1980) in Zusammenarbeit mit Faulkner. Anfang der 1980er Jahre zog Keane mit ihrem Ehemann nach Irland.
Nach einer weiteren Zeit bei De Dannan widmete sich Keane Ende der 1980er Jahre erneut ihrer Solokarriere, was 1988 zur Veröffentlichung des Albums Dolores Keane führte. Ihr ein Jahr darauf veröffentlichtes Folgealbum A Lion in a Cage enthielt ein von Faulkner geschriebenes Stück mit dem Titel Lion in a Cage, das gegen die Inhaftierung von Nelson Mandela protestierte. Es wurde Keanes erster Nummer-eins-Hit in Irland. Sie sang das Lied später bei der Feier seiner Freilassung.
Dolores Keane probierte sich auch im musikalischen Theater aus. Bei Niall Tóibíns und Michael Scotts neuer Übersetzung von Brendan Behans The Hostage übernahm sie die weibliche Hauptrolle. Zur Premiere erschien unter anderem Mary Robinson, die damalige Präsidentin der Republik Irland.
1992 folgte die Veröffentlichung der sehr erfolgreichen Anthologie A Woman's Heart, bei der neben Keane die irischen Sängerinnen Eleanor McEvoy, Mary Black, Frances Black, Sharon Shannon und Maura O’Connell mitwirkten. Das Album wurde zum meistverkauften Album in der Geschichte Irlands. 2 Jahre später folgte der Nachfolger A Woman's Heart Vol. 2 mit weiteren Sängerinnen, darunter Sinéad O’Connor. Keane sang insgesamt drei Lieder für das Projekt, darunter Solid Ground, dessen Titel sie 1994 für ihr nächstes Soloalbum verwendete.
Im August 1995 erhielt Keane die renommierte Auszeichnung Fiddler's Green Hall of Fame in Rostrevor, County Down, für ihren „signifikanten Beitrag zur irischen Musik und Kultur“. Im selben Jahr stand sie bei der Dubliner Uraufführung des Theaterstücks Der Held der westlichen Welt (Original: Playboy of the Western World) von John Millington Synge auf der Bühne. Dolores trug zur Fernsehproduktion Bringing It All Back Home (1991) bei, einer Serie von Fernsehsendungen, welche die Bewegung der irischen Musik nach Amerika illustrieren. Dabei trat sie sowohl in Nashville, Tennessee, mit Musikern wie Emmylou Harris und Richard Thompson auf als auch zu Hause in Galway mit ihren Tanten Rita und Sarah. 1996 sang sie zusammen mit der Norwegerin Rika Eriksen auf dem Album Tideland.
Im August 1997 erreichte Keane erneut Platz eins in den irischen Albumcharts mit einem Kompilationsalbum ihrer beliebtesten Songs. Auf dem ein Jahr später veröffentlichten Album Night Owl kehrte Keane zu ihren traditionellen irischen Wurzeln zurück.
Ab der Jahrtausendwende zog sich Keane aufgrund privater Probleme größtenteils aus der Öffentlichkeit und von ihrer musikalischen Karriere zurück. 2004 veröffentlichte sie die Single Strange Affair. Nachdem es ihr persönlich wieder besser ging, trat sie gemeinsam mit ihrem Bruder Seán auf. Nach einer langen Karrierepause brachte sie im September 2023 zusammen mit dem Best-of-Album Celebrating Seventy Years die Single My Refuge heraus, für die John Broderick den Text und Ger O' Donnell die Melodie schrieb. Das Lied erzählt viel über ihre eigene Lebensgeschichte und der Erfolg in den Charts zeigt Keanes anhaltende Beliebtheit in Irland.

## Diskografie
- There Was a Maid (1978)
- Broken Hearted I'll Wander (1979) mit John Faulkner
- Farewell to Éirinn (1980) mit John Faulkner, feat. Eamonn Curran
- Sail Óg Rua (1983) mit John Faulkner
- Dolores Keane (1988)
- Lion in a Cage (1989)
- Solid Ground (1993)
- Tideland (1996) mit Rita Eriksen
- Night Owl (1998)

### Dé Danann
- De Danann (1975)
- Anthem (1985)
- Ballroom (1988)

### Singles
- Strange Affair (2004)
- My Refuge (2023)

### Compilations (Best of)
- Best of Dolores Keane (1997)
- Where Have All the Flowers Gone: The Very Best of Dolores Keane (2003)
- Let It Be (The Dolores Keane Collection) (2014)
- Celebrating Seventy Years (2023)

### Anthologien
- A Woman's Heart (1992)
- A Woman's Heart 2 (1994)
- Bringing It All Back Home – Influence of Irish Music (2000)